# Мочилы (Верховский район)
Мочилы — деревня в Верховском районе Орловской области. Входит в состав Русско-Бродского сельского поселения.

## Название
Название, судя по сведениям «Приписной книги», скорее всего связано с вымачиванием в прудах конопли.

## География
Деревня находится в восточной части Орловской области, в лесостепной зоне, в пределах центральной части Среднерусской возвышенности.

### Климат
Климат населённого пункта характеризуется как умеренно континентальный, с ярко выраженными временами года. Средняя многолетняя температура воздуха составляет 4,1 — 4,9°С. Абсолютный минимум температура воздуха самого холодного месяца (января) составляет −30,2 °C; абсолютный максимум самого тёплого месяца (июля) — 37 °С. Среднегодовое количество атмосферных осадков составляет 537—550 мм.

## История
Во время Великой Отечественной войны 17 и 20 декабря 1941 года в деревне происходили бои, в которых принимала участие 143 стрелковая дивизия 13 армии.

## Население
| 2002 | 2010 |
| ---- | ---- |
| 92   | ↘68  |

## Инфраструктура
Мочильская средняя общеобразовательная школа находится в соседней деревне Прусынок.
Личное подсобное хозяйство с зоной сельскохозяйственного использования, индивидуальная застройка усадебного типа.

## Транспорт
Автобусное сообщение с райцентром. Остановка общественного транспорта «Мочилы ».
В пешей доступности  железнодорожная платформа (остановочный пункт) 49 километр и Здоровец.